# 안개 낀 상해
"안개 낀 상해"는 1969년 공개된 대한민국의 영화이다.

## 배역
- 박노식
- 윤정희
- 김혜정
- 황해
- 박암